# الغواصة الألمانية يو-5 (1935)
غواصة يو-5 غواصة يو بوت ألمانية من الفئة الثانية إيه بنيت ل سلاح بحرية ألمانيا النازية كريغسمارينه، في أحواض بناء السفن الألمانية دويتشه ويرك في كيل. تم وضعها في 11 فبراير 1935، وتم إطلاقها في 14 أغسطس وتم تكليفها في 31 أغسطس من ذلك العام.